# Georg Kellermann (Fußballspieler)
 Georg „Schorse“ Kellermann (* 21. September 1934 in Hannover) ist ein ehemaliger deutscher Fußballspieler.

## Laufbahn
Der Stürmer kam 1955 von Werder Hannover zu Hannover 96. Am 11. September 1955 bestritt er beim 3:1-Sieg beim VfB Oldenburg sein erstes Oberligaspiel an der Seite der Meisterspieler von 1954 Hans Krämer, Helmut Geruschke, Rolf Gehrcke, Heinz-Günther Bothe, Heinz Wewetzer, Rolf Paetz, Hans Tkotz und Klemens Zielinski sowie Willi Hundertmark, wobei er zwei Tore schoss. Bereits in seinem ersten Jahr kam er in 25 Spielen zu acht Toren. Für die "Roten" bestritt er 182 Spiele in der Fußball-Oberliga Nord, in denen er 65 Tore schoss.
Da Hannover 96 1963 nicht in die Fußball-Bundesliga eingereiht wurde, spielte Kellermann in der Fußball-Regionalliga Nord. Er war in der Saison 1963/64 Stammspieler mit 25 Einsätzen, in denen er vier Tore schoss. Auch in den sechs Aufstiegsrundenspielen 1964 zur Fußball-Bundesliga kam Kellermann zu zwei Toren und hatte damit seinen Anteil am Aufstieg Hannovers. Am 28. Juni 1964 stand er mit Horst Podlasly, Heinz Steinwedel, Klaus Bohnsack, Winfried Mittrowski, Otto Laszig, Bodo Fuchs, Fred Heiser, Werner Gräber, Walter Rodekamp und Udo Nix in der Siegermannschaft, die mit einem 3:1 gegen Hessen Kassel den Aufstieg erreichte. In der Bundesliga kam er in der ersten Saison noch zu zehn Einsätzen. Er wurde aber noch in dieser Saison durch die Neuverpflichtung Jürgen Bandura verdrängt. Sein letztes Bundesligaspiel bestritt er am 23. Januar 1965 bei der 0:1-Niederlage beim 1. FC Nürnberg. In den Saisons 1965/66 und 1966/67 gehörte Kellermann noch zum Bundesligakader. Er wurde in diesen Spielzeiten jedoch nicht mehr in der Bundesliga eingesetzt. 1967 beendete er seine aktive Laufbahn als Profifußballspieler.